# Nuuksurivier
De Nuuksurivier (Zweeds: Nuuksujoki) is een rivier die stroomt in de Zweedse gemeente Pajala. De rivier ontstaat als afwateringsrivier van het moerasgebied Vittasalmenvuoma. Ze stroomt zuidoostwaarts en doet het meer Nuuksulompolo aan. In dat meer stroomt ook een riviertje, dat afkomstig is uit het Nuuksujärvi. De rivier stroomt oostwaarts, krijgt even de naam Pikkurivier (Pikkujoki), maar eindigt weer als Nuuksurivier als zij ten noorden van Kangos de Lainiorivier instroomt. De Nuuksurivier is circa 21 kilometer.
Afwatering: Nuuksurivier → Lainiorivier → Torne → Botnische Golf